# Wohn- und Wirtschaftsgebäude Am Günnemoor 23
Das Wohn- und Wirtschaftsgebäude Am Günnemoor 23 in der niedersächsischen Stadt Osterholz-Scharmbeck, Ortsteil Teufelsmoor, stammt vom Anfang des 19. Jahrhunderts. Aktuell (2025) wird es zum Wohnen genutzt.
Das Gebäude steht unter Denkmalschutz (siehe auch Liste der Baudenkmale in Osterholz-Scharmbeck).

## Geschichte und Beschreibung
Der Ort Teufelsmoor auf der Osterholzer Geest am Rand der Landschaft Teufelsmoor stammt aus dem 14. Jahrhundert und ist als Reihendorf durch die Landwirtschaft geprägt.
Das eingeschossige giebelständige Wohn- und Wirtschaftsgebäude als Zweiständer-Hallenhaus in Raster-Fachwerk mit Steinausfachungen, mit reetgedecktem Krüppelwalmdach, Uhlenloch und der Grooten Door mit geradem Abschluss wurde um 1810 auf einem baumbestandenen Areal in Einzellage gebaut. Der Wohngiebel ist unüblich tiefer herabgezogen.
Das Landesdenkmalamt befand u. a.: „… regionstypisches Hallenhaus in Zweiständerkonstruktion …“